# Chaetoseris
Chaetoseris es un género de plantas herbáceas perteneciente a la familia de las asteráceas. Es originario de las regiones templadas de Asia.  Comprende 23 especies descritas y de estas, solo 22  aceptadas.

## Taxonomía
El género fue descrito por Chu Shih y publicado en Acta Phytotaxonomica Sinica 29(5): 398–411. 1991.

## Especies
- Chaetoseris beesiana
- Chaetoseris bonatii
- Chaetoseris ciliata
- Chaetoseris cyanea
- Chaetoseris dolichophylla
- Chaetoseris grandiflora
- Chaetoseris hastata
- Chaetoseris hirsuta
- Chaetoseris hispida